# Woodnesborough
Woodnesborough (engelskt uttal: [ˈwɪnzbrə]) är en ort och civil parish i grevskapet Kent i sydöstra England. Orten ligger i distriktet Dover, cirka 3 kilometer sydväst om Sandwich. Tätorten (built-up area) hade 366 invånare vid folkräkningen år 2021.